# کالجیوم موزیکوم

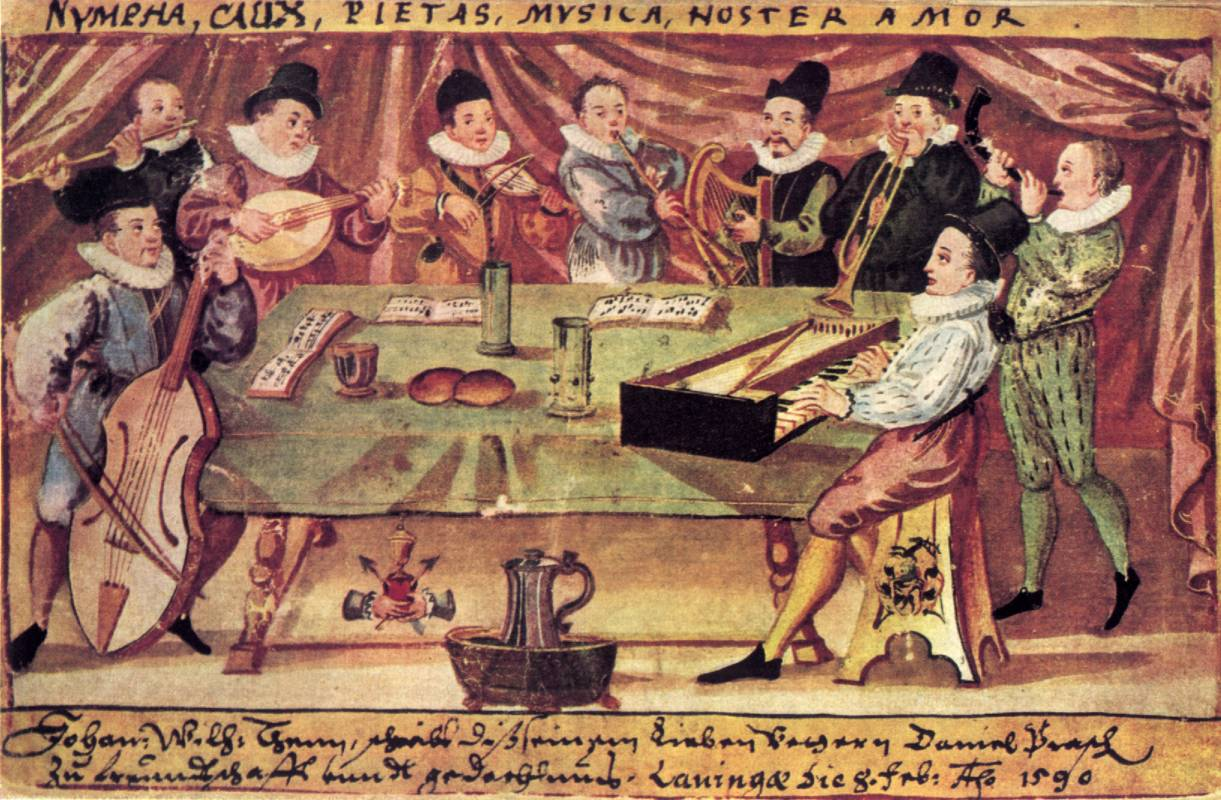
اولین تصویر منتسب به کالجیوم موزیکوم

کالجیوم موزیکوم یا «کالج موسیقی»، تشکیلات کلوب‌مانندی که در اشاعهٔ موسیقی در آلمان نقش موثری ایفا کرد. این مجامع به کلوبهای خصوص موسیقی در آکسفورد، زوریخ و بوهم شباهت داشت. یوهان سباستین باخ در زمان زندگی‌اش رهبر کالج موسیقی شهر لایپزیگ بود. 